# Ibsen (cràter)
Ibsen és un cràter d'impacte en el planeta Mercuri de 159 km de diàmetre. Porta el nom del dramaturg noruec Henrik Ibsen (1828-1906), i el seu nom va ser aprovat per la Unió Astronòmica Internacional el 1976.